# Pondolàndia

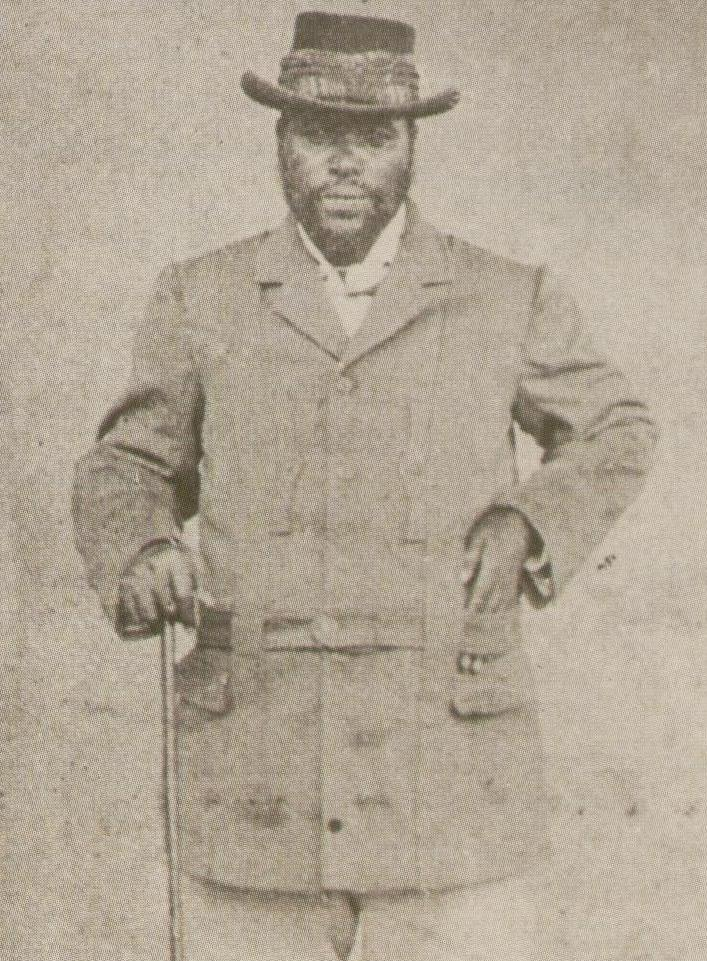
Cap Sigcau

Pondoland és una regió natural en les ribes sudafricanes de l'oceà Índic. Es localitza en el cinturó costaner de la província del Cap Oriental. El seu territori és el que fou antigament el regne Pondo i la regió tradicional del poble pondo, un del grups xhosa.

## Geografia
Pondolàndia està situada entre el riu Mthatha, la boca dels quals és el seu punt més al sud, i el riu Mtamvuna al nord, al llarg d'una tira costanera que és un màxim de 50 km d'ample. El riu Mzimvubu divideix Pondolàndia en una regió oriental i una regió occidental.
És una àrea muntanyosa la vegetació principal de la qual consisteix en acàcies, prada, així com boscos subtropicals perennifolis en les valls cosanteres humides.

## Història
El san i khoikhoi són els pobles que havien habitat la regió des de temps antics en grups nòmades escampats. Aproximadament l'any 500 el poble pondo es van establir a l'àrea, per les muntanyes de prades que eren un recurs bo per pastar el seu bestiar. Geogràficament Pondolàndia era una àrea remota, no fortament afectat pels esdeveniments en la resta de Sud-àfrica. Durant els segles de navegació europea cap a l'Oceà Índic, vaixells portuguesos, així com els vaixells d'altres imperis colonials van fer parada a diferents punts de la costa de Pondolàndia. Alguns nàufrags es van quedar a Pondoland i foren més tard absorbits dins les comunitats mpondo. El clan mpondo de abeLungu traça el seu origen en una noia anglesa naufraga de nom Bessie que es va casar amb el fill del cap mpondo Matayi del clan amaTshomane.
El 1820 el rei pondo Faku va donar permís als Wesleyans per establir una missió dins del seu territori. Unes quantes dècades més tard algun granger alemany va venir a Pondolàndia i el 1885 el tinen alemany Emil Nagel va intentar establir una colònia alemanya, un esforç que no va reeixir. El 1886 els britànics van segregar de Pondolàndia el territori de Xesibeland, que tradicionalment feia part del regne pondo, però els pondos van resistir amb armes l'agressió britànica, i van cremar kraals (cercats per bestiar) i van causar desordre. La segregació de Xesibeland era un primer pas previ a la seva annexió a la Colònia de Cap al final del mateix any. Finalment Pondolàndia també va esdevenir un protectorat britànic i el 1894 els pondos va ser forçats a acceptar l'annexió de la seva regió a la Colònia de Cap.
La implementació de legislació d'Apartheid en la forma de la Bantu Authorities Act 1951 va portar als pondos a la revolta el 1960. Després de sufocar la rebel·lió, Pondolàndia va ser integrada al bantustan del Transkei el 1963, el qual esdevingué nominalment independent el 1976. Finalment la regió, juntament amb les altres àrees que eren part de Transkei, fou reincorporat a Sud-àfrica el 1994.
En temps recents el nom d'aquesta regió tradicional del poble pondo està sent reviscut pel Maputaland-Pondoland-Albany Hotspot biodiversity hotspot, el Maputaland-Pondoland bushland and thickets, una de les ecoregions de Sud-àfrica, i pel Pondoland Centre of Plant Endemism. Es troba també en treballs científics, així com en l'anomenament d'espècies, com el Pondoland Palmell (Jubaeopsis caffra), el Pondoland Ghost Bush (Raspalia trigyna), el Pondoland Conebush (Leucadendron pondoense), el Pondoland Widow (Dira oxylus) i el Pondoland cannibal snail (Natalina beyrichi).